# Satan's Fan
Satan's Fan è un cortometraggio muto del 1909. Il film - di cui non si conoscono altri dati - appare come la prima produzione della Lubin Manufacturing Company.

## Produzione
Il film fu prodotto dalla Lubin Manufacturing Company.

## Distribuzione
Distribuito dalla Lubin Manufacturing Company, il film uscì nelle sale cinematografiche USA nel gennaio 1909.